# Ernst Weber
Pour les articles homonymes, voir Ernst Weber (général) et Weber.
Ernst Heinrich Weber (Wittemberg, 24 juin 1795 - Leipzig, 26 janvier 1878) est un médecin saxon, considéré comme un précurseur de la psychologie expérimentale. Il a aussi contribué avec son jeune frère, le physicien Wilhelm, à la mécanique de la propagation des ondes notamment dans le système sanguin.

## Biographie
Ernst Weber termine ses études de médecine à l'Université de Wittemberg en 1815. À l'université de Leipzig, il est tout d'abord nommé professeur d'anatomie comparée en 1818, puis d'anatomie humaine en 1821 et de physiologie en 1840.
En 1825, il étudie avec son frère Wilhelm Eduard Weber la mécanique de propagation des ondes dans les milieux liquides. À eux deux, ils rédigeront un important ouvrage de synthèse pour l'hydrodynamique dans lequel ils présenteront la première estimation de la vitesse de propagation du sang.
À partir des années 1860, Ernst Weber travaille avec Gustav Fechner à l'étude expérimentale de la psychologie de la perception, ce qui deviendra la psychophysique. Les deux chercheurs établissent ensemble une loi fondamentale de ce nouveau domaine : la loi de Weber-Fechner. Weber devient membre étranger de la Royal Society en 1862.
En 1866 et 1871, il quitte ses postes de professeur de physiologie et d'anatomie, tout en poursuivant des travaux avec son plus jeune frère Eduard Friedrich Weber (de) dans lesquels ils décriront le rôle inhibiteur du nerf vague.
Ernst Weber décède à Leipzig le 26 janvier 1878.

## Principales œuvres publiées
- Anatomia comparata nervi sympathici (1817)
- De aure et auditu hominis et animalium (1820)
- Tractatus de motu iridis (1821)

En collaboration avec Wilhelm Eduard Weber
- Wellenlehre, auf Experimenten gegründet (1825)

En collaboration avec Eduard Friedrich Weber (de)
- Zusätze zur Lehre vom Bau und von der Verrichtung der Geschlechtsorgane (1846)
- Die Lehre vom Tastsinn und Gemeingefühl (185l)
- Annotationes anatomicae et physiologicae (1851)